# Willendorfská venuše
Willendorfská venuše je ženská plastika, venuše z období mladšího paleolitu (kultura gravettien, 22/20 000 př. n. l.) Byla nalezena roku 1908 u Aggsbachu – jde o nejznámější archeologický nález na území Rakouska. Je součástí sbírek Prehistorického oddělení vídeňského Přírodovědného muzea (Naturhistorisches Museum Wien), kde patří k nejatraktivnějším exponátům.

## Popis
Soška vyrobená z vápence je 11 cm vysoká. Představuje nahou, symetricky provedenou ženskou postavu s hlavou skloněnou k hrudi. Hlava je velká, opatřená účesem nebo pokrývkou znázorněnou šikmými krátkými žebry uspořádanými v horizontálních obvodových koncentrických řadách, obličej není znázorněn. Ruce jsou tenké a jsou položeny na velkých těžkých prsech, prsty pravé ruky jsou naznačeny zářezy, na levé chybějí. Boky jsou silné, břicho silně vystupuje, pod ním je dobře patrná vulva, hýždě jsou výrazné. Hruď, břicho a ramena jsou modelovány hlubokými rýhami, pupek je tvořen přirozeným otvorem v kameni, který pokračuje na jeho zadní stranu. Stehna jsou přirozeně formovaná, ale krátká, chodidla chybějí. Pohlaví je detailně znázorněno.
Figurka představuje silně obézní ženu středního věku. Provedení je realistické, zbytky červeného barviva nasvědčují tomu, že jím byla původně pokryta celá plastika.
Přesný výrobní postup není znám, viditelné pracovní stopy však nasvědčují tomu, že přinejmenším při konečné úpravě bylo použito rydlo; takové nástroje byly nalezeny ve vrstvách 8 a 9, na rozhraní kterých byla nalezena i plastika.

## Materiál
Vápenec, z něhož byla venuše vyrobena, je tzv. oolitický a je podobný surovině z brněnské Stránské skály; z Moravy pochází i část pazourku, jenž byl ve Willendorfu nalezen. Venuše je jediný artefakt z tohoto materiálu nalezený na lokalitě; místo jeho původu není jisté. Patrně pochází z Itálie.

## Archeologické pozadí
Sošku objevil rakouský archeolog Josef Szombathy 7. srpna roku 1908 u Willendorfu (obec Aggsbach, ve Wachau) poblíž Dunaje při zemní pracích na stavbě železnice, které narušily paleolitické naleziště; nálezový kontext ji řadí ke kultuře gravettienu období mladšího paleolitu, cca 22-20 000 př. n. l.
Na lokalitě byly nalezeny ještě další dvě ženské plastiky, nazvané Venuše II a Venuše III. Podobné ženské idoly z vápence, mastku nebo mamutoviny byly nalezeny až ve vzdálenosti 3000 km na Sibiři, v hojném počtu kolem 200 exemplářů. Srovnatelné nálezy z bližšího okolí jsou moravská Věstonická venuše a venuše ze slovenských Moravan nad Váhom.

## Výstava
Originál jako takový se vystavuje jen zřídka, v muzeu byla dlouho k vidění pouze dokonalá kopie.
Veřejnosti byl originál poprvé předveden u příležitosti výstavy v roce 1998 v zámku Schönbrunn. U příležitosti stého výročí nálezu v roce 2008 (třebaže dva měsíce předem) byla venuše vystavena v Landesmuseum Niederösterreich (Zemském muzeu Dolního Rakouska) v St. Pöltenu a v den nálezu i přímo na místě ve Willendorfu.
Následně byla venuše opět uložena do trezorové vitriny, speciálně zřízené při poslední přestavbě Přírodovědeckého muzea.